# Маслёнок сибирский
Маслёнок сибирский (лат. Suillus sibiricus) — вид трубчатых съедобных грибов семейства болетовые (Boletaceae).

## Описание
Шляпка 6-10 см в диаметре, маслянистая. У молодого плодового тела ширококоническая, у зрелого выпуклая.
Ножка 4-8 см в длину, 1-1,5 см в диаметре.
Мякоть желтая, не изменяющая цвета на изломе. Трубочки шириной 2-4 мм.
Споры 8-12×3-4 мк.

## Распространение
Встречается в хвойных и хвойно-широколиственных лесах в августе-сентябре.

## Сходные виды
- перечный гриб — отличается не наличием кольца и горьким вкусом;
- кедровый маслёнок — более тёмные плодовые  тела